# Simon Ruge
Simon Ruge, eigentlich Wolfgang Kummert, (* 21. Mai 1924 in Stralsund; † 29. November 2013) war ein deutscher Grafiker und Schriftsteller. Gemeinsam mit Desi Ruge verfasste er mehrere Kinderbücher. Das bekannteste Werk des Paares, Katze mit Hut, wurde in mehrere Sprachen übersetzt und 1982 von der Augsburger Puppenkiste verfilmt.

## Leben
Simon Ruge war zum Ende des Zweiten Weltkriegs 20 Jahre alt. Bei einem kurzen Kriegseinsatz war er schwer verwundet worden, und sein rechter Arm blieb zeitlebens gelähmt.
Er machte an der Hochschule für bildende und angewandte Kunst in Berlin eine Ausbildung zum Grafiker. Dort lernte er Desi kennen, die an der Hochschule für bildende Künste studierte. Sie heirateten 1953 auf Amrum.
In den 1970er Jahren verfasste Simon Ruge Hörspiele. 1980 veröffentlichten er und Desi Ruge ihr erstes, gemeinsam verfasstes Kinderbuch Katze mit Hut. Es wurde ein internationaler Erfolg. Das Paar schrieb vier weitere Kinderbücher, darunter die Fortsetzung Neues von der Katze mit Hut.
Nach Desis Tod am 19. März 2000 zog sich Simon Ruge, der zuletzt in Hamburg lebte, aus der Öffentlichkeit zurück. Nach seinem Tod am 29. November 2013 vererbte das Paar die Rechte an ihrem gemeinsamen Werk der Organisation SOS-Kinderdorf. Simon Ruge wurde 89 Jahre alt.

## Werke

### Kinderbücher
- Simon & Desi Ruge: Katze mit Hut. Roman für Kinder in 10 Geschichten. Illustriert von Helga Gebert. Beltz und Gelberg, Weinheim – Basel 1980, ISBN 3-407-80300-1
- Simon & Desi Ruge: Das kühne Mädchen. Geschichten aus dem Hemdsärmel. Illustriert von Jürg Wollmann. Beltz und Gelberg, Weinheim – Basel 1983, ISBN 3-407-80109-2
- Simon & Desi Ruge: Neues von der Katze mit Hut. Roman für Kinder in 5 Geschichten. Illustriert von Helga Gebert. Beltz und Gelberg, Weinheim – Basel 1984, ISBN 3-407-80136-X
- Simon & Desi Ruge: Lelewan. Ein Elefant auf Reisen. Mit Bildern von Simon Ruge. Maier, Ravensburg 1985, ISBN 3-473-34303-X
- Simon & Desi Ruge: Das Mondkalb ist weg! Wie Kumbuke und Luschelauschen eine Reise machen – sehr abenteuerlich, kaum zu glauben, etwa 6 Wochen im Ganzen. Beltz und Gelberg, Weinheim – Basel 1987, ISBN 3-407-80171-8

### Hörspiele
- 1972: Fußbeschwerden oder Rotkäppchens wahre Geschichte
- 1974: Der siebente Rabe
- 1976: Selbstmörderwetter
- 1977: Senta Daland oder Die Demütigung der Männer nach Einbruch der Dunkelheit
- 1978: Regen, Regen

## Adaptionen
Die Fernsehadaption Katze mit Hut wurde von der Augsburger Puppenkiste unter der Regie von Sepp Strubel produziert und 1982 vom Hessischen Rundfunk in vier Folgen erstausgestrahlt. Auch die Fortsetzung der Katze-mit-Hut-Geschichten wurde als der Vierteiler Neues von der Katze mit Hut von der Augsburger Puppenkiste adaptiert.
Eine Hörspielbearbeitung der Katze mit Hut von Charlotte Niemann mit Sabine Postel als Katze wurde für Radio Bremen produziert und erschien erstmals 1983 als Schallplatte unter dem Titel Katze mit Hut. Zauberposse für Kinder. 2002 wurde sie als CD unter dem Titel Katze mit Hut. Für kleine und große Leute ab 5 Jahren neu aufgelegt.
Eine Theaterbearbeitung der Katze mit Hut wurde 1990 im Theater für Kinder in Hamburg uraufgeführt.